# محمد بن عيسى الطباع
أبو جعفر محمد بن عيسى بن نجيح بن الطباع البغدادي ، توفي عام 224 هـ. أحد العلماء ومن رواة الحديث عند أهل السنة والجماعة.
كان من أهل بغداد ثم انتقل إلى الشام، وسكن أذنة، توفي وله أربع وسبعون سنة، كان ثقة فقيهاً. وكان من أعلم الناس بحديث هشيم بن بشير. قال أبو حاتم الرازي: «حدثنا محمد بن عيسى بن الطباع الفقيه المأمون ما رأيت من المحدثين أحفظ للأبواب منه.» وقال الذهبي: «الحافظ الكبير، الثقة.» وقال النسائي وغيره: ثقة.

## شيوخه وتلاميذه
- شيوخه ومن روى عنهم:

روى عن مالك بن أنس وحماد بن زيد وابن أبي ذئب وعبد الوارث بن سعيد وعبد السلام بن حرب وعبد الله بن جعفر المخرمي وعتاب بن بشير وعبد الرحمن بن أبي الموال وعتبة بن عبد الواحد وأبي عوانة وهشيم ومعتمر بن سليمان ويزيد بن زريع وأبي غسان محمد بن مطرف وملازم بن عمرو ومروان بن معاوية ويوسف بن يعقوب الماجشون وحسان بن إبراهيم الكرماني وإسماعيل بن عياش وإسماعيل بن علية وعبد الله بن المبارك وعبد المؤمن بن عبيد السدوسي وعباد بن عباد وعباد بن العوام وغيرهم.
- تلاميذه ومن روى عنه:

روى عنه البخاري تعليقاً و أبو داود وروى الترمذي في الشمائل والنسائي وابن ماجه له بواسطة عبد الله بن عبد الرحمن الدارمي ومحمد بن يحيى الذهلي وسهل بن صالح الأنطاكي وأبي الأزهر أحمد بن الأزهر بن يعقوب الجوزجاني ومحمد بن عبد الرحمن بن الأشعث ومحمد بن عامر الأنطاكي وعمرو بن منصور النسائي وأبو حاتم والحسن بن علي الخلال وموسى بن سعيد الدنداني وموسى بن سهل الرملي وعبد الكريم بن الهيثم الدير عاقولي وطالب بن قرة الأوني وابنه جعفر بن محمد بن عيسى وابن أخيه محمد بن يوسف بن عيسى بن الطباع وأحمد بن خليد الحلبي وأحمد بن عبد الوهاب بن نجدة الحوطي وآخرون.